# سرکوب پدافند هوایی دشمن

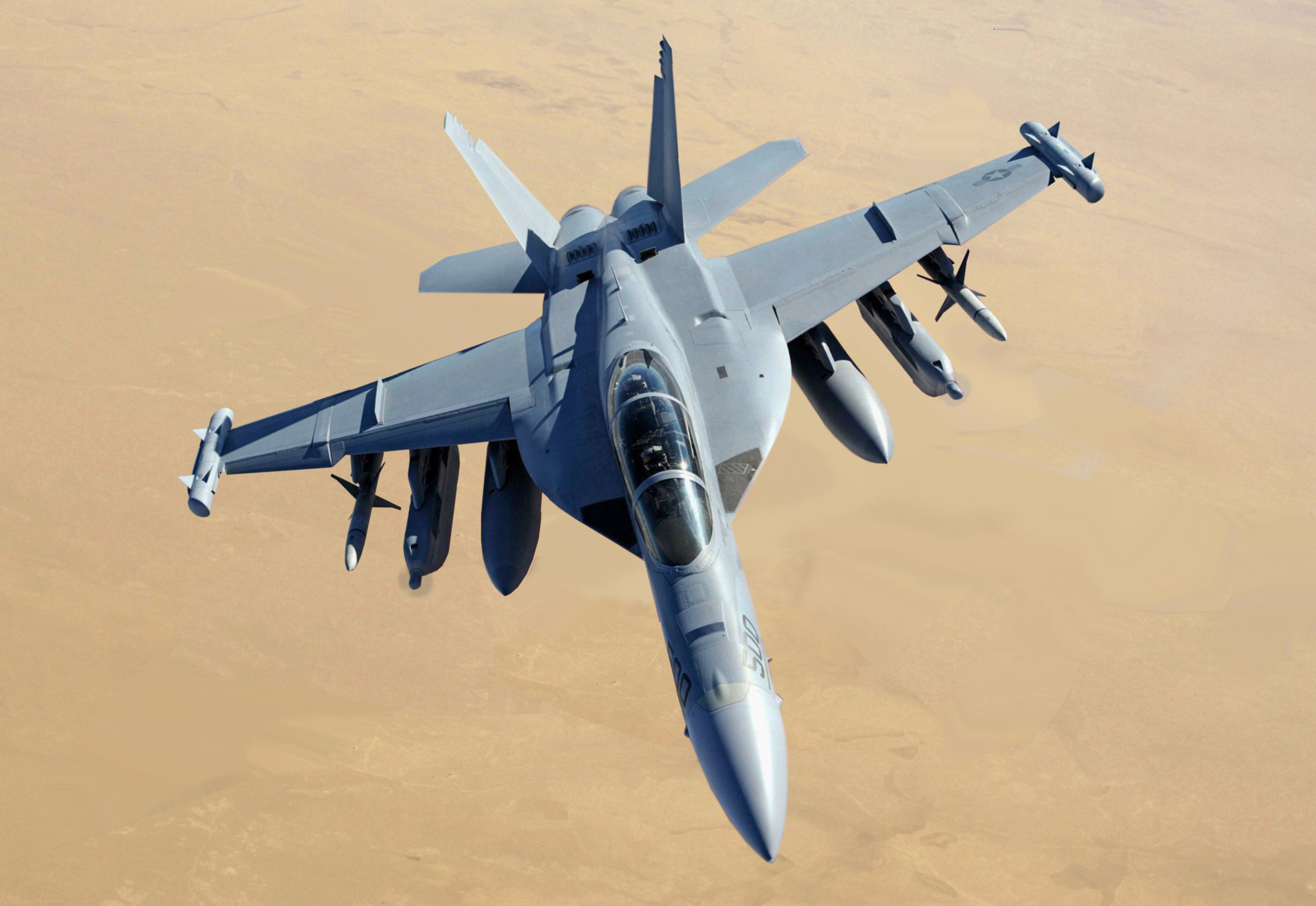
یک فروند هواپیمای ئی‌ای-۱۸ نیروی دریایی ایالات متحده، مجهز به موشک‌های ضد رادار ای‌جی‌ام-۸۸ هارم

سرکوب پدافند هوایی دشمن (انگلیسی: Suppression of enemy air defenses) همچنین در ایالات متحده با نام‌های عملیات «راسوی وحشی» و (در ابتدا) «دست آهنین» شناخته می‌شود، اقدامات نظامی برای سرکوب پدافند هوایی زمینی دشمن، از جمله موشک‌های زمین به هوا (سام)، توپخانه ضد هوایی و سیستم‌های مرتبط مانند رادار هشدار اولیه و تجهیزات فرماندهی، کنترل و ارتباطات است.
سرکوب می‌تواند با تخریب فیزیکی سیستم‌ها یا با مختل کردن و فریب آنها از طریق جنگ الکترونیکی انجام شود. در جنگ مدرن، ماموریت‌های سرکوب پدافند هوایی دشمن می‌توانند تا ۳۰٪ از سورتی‌های پروازی را که در هفته اول نبرد آغاز می‌شوند تشکیل دهند و با سرعت کمتری در بقیه نبرد ادامه یابند. یک چهارم سورتی‌های پروازی جنگی آمریکا در درگیری‌های اخیر، ماموریت‌های سرکوب پدافند هوایی دشمن بوده‌اند. آنها عموماً با هواپیما مرتبط هستند، اما ممکن است با استفاده از هر وسیله‌ای، از جمله نیروهای زمینی، انجام شوند.
در برخی زمینه‌ها، تخریب پدافند هوایی دشمن به تخریب فیزیکی اهداف پدافند هوایی اشاره دارد، در حالی که سرکوب پدافند هوایی دشمن به سورتی‌های پروازی اطلاق می‌شود که دشمن را از استفاده از دارایی‌های رادار پدافند هوایی از ترس به خطر انداختن دارایی‌ها منصرف می‌کنند.
عملیات‌های اولیه شبیه به سرکوب پدافند هوایی دشمن در طول جنگ جهانی دوم با تلاش برای تضعیف ایستگاه‌های رادار زمینی دشمن پدیدار شدند. جنگ ویتنام اولین ماموریت‌های سرکوب پدافند هوایی دشمن را که توسط هواپیماهای اختصاصی انجام می‌شد، به خود دید. از دیگر درگیری‌های اولیه با تلاش‌های سرکوب پدافند هوایی دشمن می‌توان به جنگ فالکلند در سال ۱۹۸۲، بر فراز پورت استنلی، و جنگ ۱۹۸۲ لبنان، در دره بقاع اشاره کرد. دهه ۱۹۹۰ شاهد استفاده گسترده از سرکوب پدافند هوایی دشمن، به ویژه در طول جنگ خلیج فارس بود. در بمباران یوگسلاوی توسط ناتو در سال ۱۹۹۹، پدافند هوایی کمتر آسیب‌پذیر و مؤثرتر از آب درآمد، که در خلال آن، سرنگونی یک فروند اف-۱۱۷ اولین شکست جنگی یک هواپیمای رادارگریز را رقم زد. در جنگ عراق در دهه ۲۰۰۰، هواپیماهای ائتلاف در مرحله آغازین درگیری، موشک‌های سام عراقی را هدف قرار دادند، با این حال حملات هوایی معمولاً از فواصل دور برای جلوگیری از این پدافندها انجام می‌شد و از پرواز در ارتفاع پایین اجتناب می‌شد. در حمله روسیه به اوکراین در سال ۲۰۲۲، در حالی که بسیاری از تأسیسات پدافند هوایی اوکراین طبق گزارش‌ها در روزهای اول جنگ توسط حملات هوایی روسیه نابود شدند یا آسیب دیدند، روسیه ممکن است نتوانسته باشد برتری هوایی کسب کند؛ ادعا شده است که سایت‌های موشک‌های سام میان‌برد اوکراین، هواپیماها را مجبور به پرواز در ارتفاع پایین کرده‌اند، اما این امر آنها را در برابر موشک‌های زمین به هوای دوش‌پرتاب آسیب‌پذیر می‌کند.